# فرودگاه لیمپنه
فرودگاه لیمپنه (به انگلیسی: Lympne Airport) (به زبان بومی: Ashford Airport) یک فرودگاه Closed با کد یاتا LYM است . این فرودگاه در کشور انگلستان قرار دارد و در ارتفاع ۱۰۷ متری از سطح دریا واقع شده است.